# チミジントリホスファターゼ
チミジントリホスファターゼ(thymidine-triphosphatase, EC 3.6.1.39)は、以下の化学反応を触媒する酵素である。
dTTP + H2O {\displaystyle \rightleftharpoons } dTDP + リン酸
従って、この酵素の2つの基質はチミジン三リン酸と水、2つの生成物はチミジン二リン酸とリン酸である。
この酵素は、加水分解酵素に分類され、特にリン含有無水物中の酸無水物に作用する。系統名は、dTTP ヌクレオチドヒドロラーゼ(dTTP nucleotidohydrolase)である。ピリミジン代謝に関与する。